# Platja de l'Estany-Mas Mel
La platja de l'Estany-Mas Mel és una platja urbana situada al front marítim dels dos barris del mateix nom, del municipi de Calafell (Baix Penedès), entre la platja de Segur de Calafell, amb la que limita a llevant a l'alçada del carrer Milà i Fontanlas, i la platja de Calafell, amb la que limita a ponent, a l'alçada de l'Estany Llarg, a la desembocadura del torrent de la Graiera. Orientada al sud-sud-est, té una longitud de 1.400 metres i una amplada mitjana de 49 metres, formada per sorra de gra fi i un pendent d'entrada a l'aigua suau. Disposa de servei de vigilància, salvament i socorrisme, i accés per a persones amb mobilitat reduïda. Està prohibit l'accés als gossos des de Setmana Santa fins al 31 d'octubre.
La platja està guardonada amb la Bandera Blava, que reconeix internacionalment la qualitat de l'aigua i serveis. L'Agència Catalana de l'Aigua efectua un control setmanal de la qualitat de l'aigua, durant la temporada de bany, amb el resultat d'excel·lent.